# جعيدة

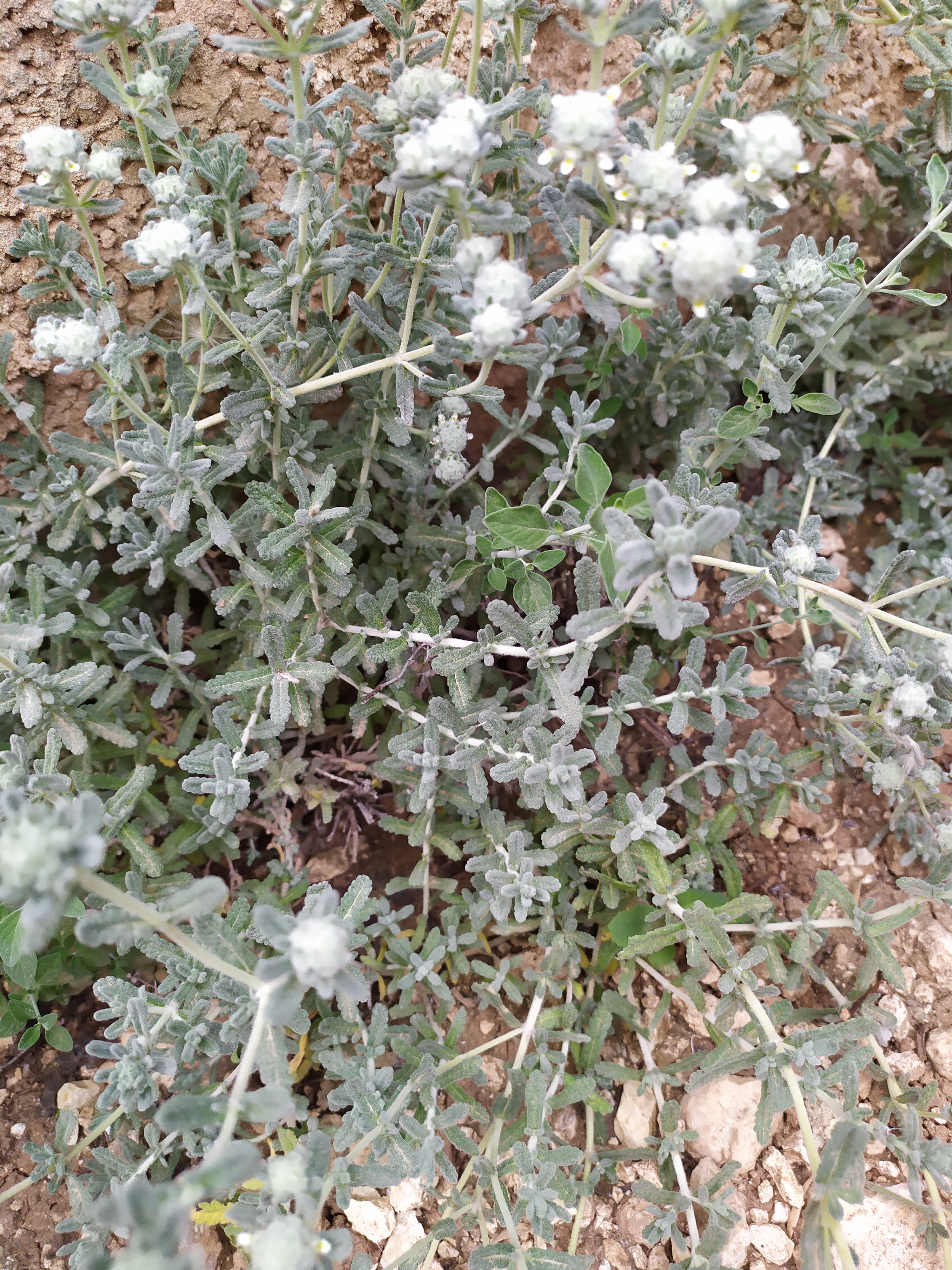
نبات الجعدة(جعيدة) الجبلي،يستخدم لأغراض العلاج

جعيدة أو جعدة نبات عشبي جد متفرع يتراوح ارتفاعه من 20 إلى 30سم ذو شعيرات قطنية يميل لونه إلى البياض. الأوراق متقابلة صغيرة مخملية الملمس . ابرية الشكل مسننة النهاية. الأزهار انبوبية الشكل ، لونها وردي فاتح مع كأس أخضر.

## الموطن الأصلي و الإنتشار
ينتشر النبات في منطقة الصحراء الكبرى من الجزائر المغرب تونس وبعض المناطق في فرنسا وإسبانيا.

## الاستعمال
يستعمل النبات في الهقار لعلاج بعض الأمراض.
ويستعمل في حالة آلام البطن الشديدة الناتجه عن الفيروسات...
ومفيد أيضا لخفض الحرارة ((الحمى )) شرابا واستحماما...
يغلى مقدار كوب من الماء ويضاف له ملعقة كبيرة من عشبة الجعيدة ويترك لدقيقة ثم يصفى ويشرب حسب الحاجة..
أما للاستحمام فيترك ليغلي لخمس دقائق ... ثم يصفى ويستحم فيه ...
مناسب للأطفال.

## مكونات الجعدة الكيميائية
تحتوى نبتة الجعدة على مركبات كيميائية كثيرة أهمها: قلويدات تعرف باسم ستكادرين، سياسترون وزيت طيار ومواد كربوهيدراتية (جلوكوز، فركتوز، سكروز، رامنوز، رافينوز) وستيرولات غير مشبعة وتربينات ثلاثية ومواد عفصية، وفلافون وجلوكوزيدات وفلافونيدات.